# Shahram Solati
Shahram Solati (em persa: شهرام (ابراهیم) صولتی, Teerã, Teerã, 11 de novembro de 1957) é um cantor de música folk pop iraniano.

## Discografia
- 1978: Shahre Setareh
- 1991: Hedie (com Leila Forouhar)
- 1991: Parandehe
- 1992: Shab Be Kheir
- 1993: Behtarinhaie Barikallah
- 1993: Vasvase
- 1994: Havaie Tazeh
- 1994: Panjareha
- 1994: Sarnevesht
- 1996: Kavir
- 1996: Labkhand
- 1997: Man va to
- 1999: Bahune
- 2000: Tanha
- 2002: Hichestan
- 2004: Haliteh

## Videografia
- 2004: "Halite"